# IC 1001
IC 1001  ist eine spiralförmige Radiogalaxie vom Hubble-Typ Scd? im Sternbild Jungfrau auf der Ekliptik. Sie ist schätzungsweise 366 Millionen Lichtjahre von der Milchstraße entfernt und hat einen Durchmesser von etwa 100.000 Lichtjahren.

Im selben Himmelsareal befinden sich unter anderem die Galaxien NGC 5551, NGC 5575, IC 1002, IC 1003.
Das Objekt wurde  am 29. Juni 1892 von dem französischen Astronomen Stéphane Javelle entdeckt.